# ویلیام اورلاموند
ویلیام اورلاموند (انگلیسی: William Orlamond؛ ‏ ۱ اوت ۱۸۶۷ – ۲۳ آوریل ۱۹۵۷) بازیگر دانمارکی-آمریکایی بود. وی بین سال‌های ۱۹۱۲ تا ۱۹۳۸ میلادی فعالیت می‌کرد.
از فیلم‌ها یا برنامه‌های تلویزیونی که وی در آن نقش داشته‌است، می‌توان به آسیاب سرخ، جسم و شیطان، کَمیل، باد، برومو و ژولیت، جان‌فروشی، تله آدم‌گیر و بیداری اشاره کرد.